# アクアワールド (インテリア)
アクアワールド（Aqua-world）とは、増田屋コーポレーションが販売していた、癒やしを基本構想に熱帯魚やアクアリウムを題材とした室内装飾製品の名称。
1984年、『マイフィッシュ』（インターナショナルギフトショーで金賞受賞。デザインコンクールで特許庁長官奨励賞受賞。のちに『マイフィッシュ パートII』をリリース）という製品を皮切りに『アクアワールド』シリーズへ展開。
型式によっては、「海美（うみ）伝説」や「楽園伝説」シリーズなどのように別売りの装飾品や市販品によって水槽レイアウトを変更できるものや、「ウォーターキューブ」のように実際の熱帯魚飼育用水槽などを利用し、現実味を追求した本格的なアクアリウムとしての製品もある。

## 概要
AC電源や乾電池により水槽の中をABS樹脂やシリコン製の模型熱帯魚が遊泳するもので（※特許取得済み／特開平6-238067）、製品によっては照明システムを内蔵（またはオプションとして対応）している。ほとんどのモデルは磁気を利用して動作する仕組みになっているが、「ウォーターランプ」のように泡の浮力を利用しているものもある。水族館ブームとなった1992年以降、様々な生活様式に合わせた多様な型式がシリーズとして発売されている。手間のかからない熱帯魚として、テレビ番組や映画の美術セット・撮影小道具としても使われることがある。

## ラインナップ
初期モデルでは水槽に熱帯魚を入れる際、その内部の空気を抜く必要があったが、後に発売された人工熱帯魚の規格「マルチマーク」対応型式では、その必要はなくなり、また一つの水槽内に複数の熱帯魚（模型）を遊泳させることができる。その後発売された、マルチマークよりも小型の熱帯魚を用いた型式「リトルマーク」、大型の熱帯魚を用いるウォーターキューブでは「スーパーマーク」対応となっている。

### マルチマーク非対応
- 海美物語（インターナショナルギフトショー グランプリ受賞）……ドーム型の半球面水槽内をチョウチョウウオが遊泳する
- 海美物語 森の魚
- 海美物語 星の魚
- 渚物語……オルゴール内蔵で、電動式ではなく手巻きのオルゴールと連動してゼンマイ式で魚が遊泳する
- マイリトルフィッシュ……マイフィッシュ・マイフィッシュ パートIIの後継品

### マルチマーク対応
- 海美伝説（※2014年現在・現行品：インターナショナルギフトショー 金賞受賞）……ワイドビューの水族館を想像した製品。ツノダシ3匹付属
- 海美物語2……マルチマーク非対応の従来型式を改良、複数の熱帯魚が遊泳できるようになる。チョウチョウウオ1匹付属
- 海美物語3（ボディカラー：スケルトンブルー・スケルトンピンク）
- 海美物語4（※2014年現在・現行品）
- 海美花伝……花瓶と半球面水槽が一体となった型式
- 楽園伝説……オプションで照明システムに対応。チョウチョウウオ3匹付属
- 楽園伝説2……標準で照明システム・バックスクリーン等装備。クマノミ3匹付属
- 渚物語2……マルチマーク非対応の従来モデルを改良、オルゴールは廃止され電池式となる
- 渚物語3
- フォト・グラス
- ミッキーマウスアクアボトル

### リトルマーク対応
- ギャラリー海美（ボディカラー：ブラック・ホワイト）……額縁を創造した図案の水槽。薄型で、壁掛けにも対応
- 海美の塔……小型の塔型の型式
- 海美紀航……船舶の舵を象った水槽の型式
- ミニアクアドーム……マルチマークより小型のリトルマーク魚を利用し、机等に気軽における小型の型式

### スーパーマーク対応
- ウォーターキューブ（ビッグサイズアクアワールド WATER3）
ニッソー製60cm水槽・トップライト・バックスクリーン、遊泳装置、ディスカス（ドイツ・ロートターキス）2匹、人工水草、岩・底砂等一式が組になっている最上位型式

### その他
- アクアワールド《海の魚》（熱帯魚をモチーフにした置物）- ヒフキアイゴ、トゲチョウチョウウオ、メガネクロハギ、セグロチョウチョウウオの4種
- ウォーターランプ
- ウォーターランプ スケルトンブルー
- ウォーターランプ ミニマウンテン
- マイリトルフィッシュ

## 別売り品・アクセサリー

### アクアワールド別売り魚（マルチマーク対応）
- ツノダシ（SP1・SP2・SP3）
- チョウチョウウオ（SP1・SP2・SP3）
- ミカドチョウチョウウオ（SP1・SP2・SP3）
- ディスカス淡水魚（SP1・SP2・SP3）
- クマノミ（SP1・SP2・SP3）
- キイロハギ
- ジェムタング
- パウダーブルータン
※SP型番の違いにより、体の模様・色が異なる

### アクアワールド別売りの魚（リトルマーク対応）
- アカネハナゴイ
- セナキルリスズメダイ
- フレームエンゼルフィッシュ
- カゴカキダイ

### アクアワールド別売りの魚（スーパーマーク対応）
- ドイツ・ロートターキス
- ターコイズ・ディスカス
- アレンカーレッド・ディスカス
- ブルーダイヤモンド
- ハタタテダイ（※製品発表カタログへの掲載のみで、未製品化）

### その他
- 楽園伝説専用照明システム
- アクアシーン（楽園伝説シリーズ専用の情景パネル・ジオラマプレートのセット）
「珊瑚礁」「遺跡」「アクアプランツ」の3種

### ソフトウェア
- 同製品と同じ基本構想のマルチメディア作品。
アクアワールド海美物語（3DO対応・1995年10月13日MIZUKIより発売）
デジグ - アクアワールド海美物語（T-30301G）（セガサターン対応・1996年7月12日発売）
- 『アクアワールド』 - 1989年、ファンハウスによりリリースされた音楽CD。ロバート・マックスウェル作曲、演奏はREM SWIMMING BANDによる。 非売品

## 展示イベント
- アクアワールド水族館
WATER3を展示

## 番組美術セット・撮影小道具としての使用
- 『お金がない!』『妹よ』
セットに海美伝説が使用されている
- 『20世紀ノスタルジア』
「桜木ニュース・新東京百景〜浅草界隈〜」に、土産屋の店頭に並ぶ海美伝説・海美物語2・楽園伝説2が映っている場面がある